# Marian Golimowski
Marian Golimowski (ur. 9 stycznia 1926) – polski koszykarz, multimedalista mistrzostw Polski.
Jego żona Maria była reprezentantką Polski w siatkówce. Została wicemistrzynią Europy w 1963, brązową medalistką olimpijską z Tokio (1964), mistrzostw świata (1956, 1962) oraz mistrzostw Europy (1958). 

## Osiągnięcia
- Mistrz Polski (1956, 1957, 1960[1], 1961[2])
- Wicemistrz Polski (1955, 1958)
- Brązowy medalista mistrzostw Polski (1948, 1952, 1962)
- Finalista pucharu Polski (1952, 1957, 1959)
- Uczestnik rozgrywek Pucharu Europy Mistrzów Krajowych (1957/58[3], 1960–1962 – TOP 8)